# Четири времена дана
Четири времена дана је серија од четири уљане слике енглеског уметника Вилијама Хогарта. Завршене су 1736. а 1738. репродуковане и објављене као серија од четири слика. То су духовити прикази живота на улицама Лондона, хировите моде и интеракције између богатих и сиромашних. За разлику од многих других Хогартових дела, она не приказује причу појединца, већ се фокусира на друштво града у духовитом стилу. Њихове димензије су око 74 cm са 61 cm свака.
Четири слике приказују сцене свакодневног живота на различитим локацијама у Лондону како дан одмиче. Ујутру се види жена која путује до цркве у Ковент Гардену поред весељака; Подне приказује две културе на супротним странама улице у делу Лондона под називом Сент Гилс; Вече приказује једну породицу која се враћа кући из позоришта; а Ноћ приказује неугледна дешавања око пијаног човека који се тетура близу Чаринг Кроса.
Хогарт је насликао ову серију слика по оригиналној наруџбини Џонатана Тајерса 1736. године у којој је тражио неколико слика за украшавање кутија за вечеру у Воксхол вртовима. Верује се да је Хогарт предложио Тајерсу да просторије за обед у Гарденсу буду украшене сликама као део њиховог реновирања; међу делима приказаним када је реновирање завршено била је Хогартова слика Хенрија VIII и Ане Болен. Оригинали ове слике дана продати су другим колекционарима, али је неке сцене репродуковао Френсис Хејман, а две од њих, Вече и Ноћ, биле су приказане јавности најмање до 1782.